# Диогенес
„Диогенес“ је југословенски филм из 1973. године. Режирао га је Јован Коњовић, а сценарио су писали Тито Брезовачки и Јован Коњовић.

## Улоге
| Глумац                     | Улога |
| -------------------------- | ----- |
| Реља Башић                 |       |
| Иван Јагодић               |       |
| Иво Јакшић                 |       |
| Петар Краљ                 |       |
| Маријан Ловрић             |       |
| Миодраг Радовановић        |       |
| Нада Роко                  |       |
| Јожа Рутић                 |       |
| Властимир Ђуза Стојиљковић |       |
| Јанез Врховец              |       |